# 티미슈주

주 문장

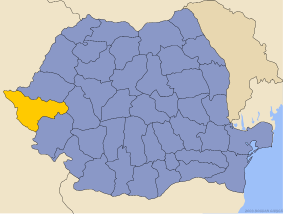
티미슈 주의 위치

티미슈주(루마니아어: Judeţul Timiș)는 루마니아 서부 바나트 지방에 위치한 주로 주도는 티미쇼아라이며 면적은 8,697km2, 인구는 661,593명(2004년 기준), 인구 밀도는 76명/km2, ISO 3166-2 코드는 RO-TM이다. 동쪽으로는 후네도아라주, 북서쪽으로는 헝가리 촌그라드처나드주, 북쪽으로는 아라드주, 남쪽으로는 카라슈세베린주, 남서쪽으로는 세르비아 보이보디나 자치주와 접하며 2개 시와 8개 마을, 85개 지방 자치체를 관할한다.
주 이름은 티미슈 강에서 유래된 이름으로, 고대 로마 시대에 "티비시스"(Tibisis) 또는 "티비스쿠스"(Tibiscus)라는 이름으로 부르기도 했던 강이다. 루마니아에서 면적이 가장 넓은 주이다.

## 인구
- 루마니아인: 83.4%
- 헝가리인: 7.5%
- 롬족: 2.4%
- 독일인: 2.1%
- 세르비아인: 2%
- 우크라이나인: 1.1%
- 불가리아인: 0.8%
- 그 외의 민족: 0.7%